# David David-Weill

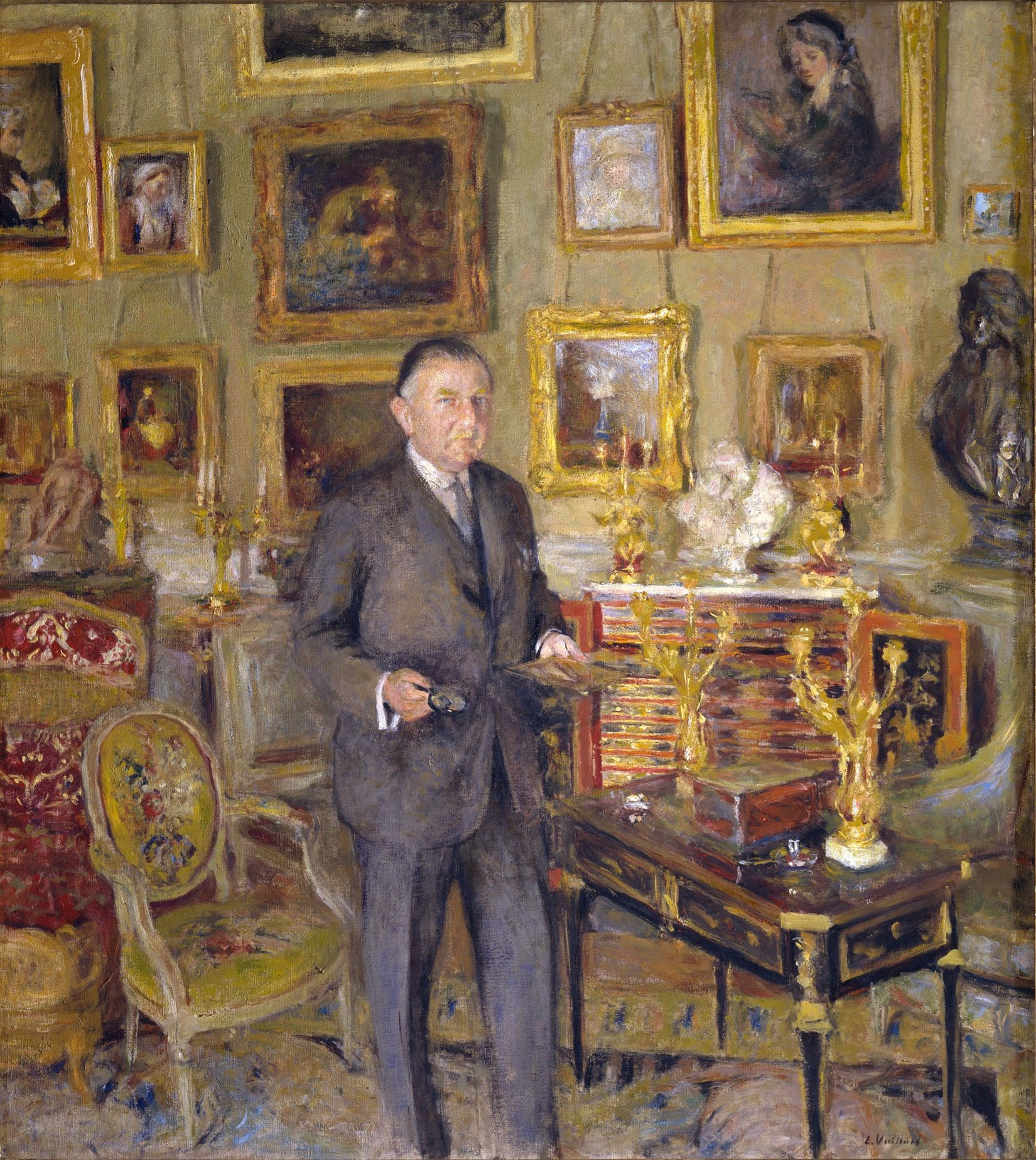
Édouard Vuillard, David David-Weill, 1925, Privatsammlung

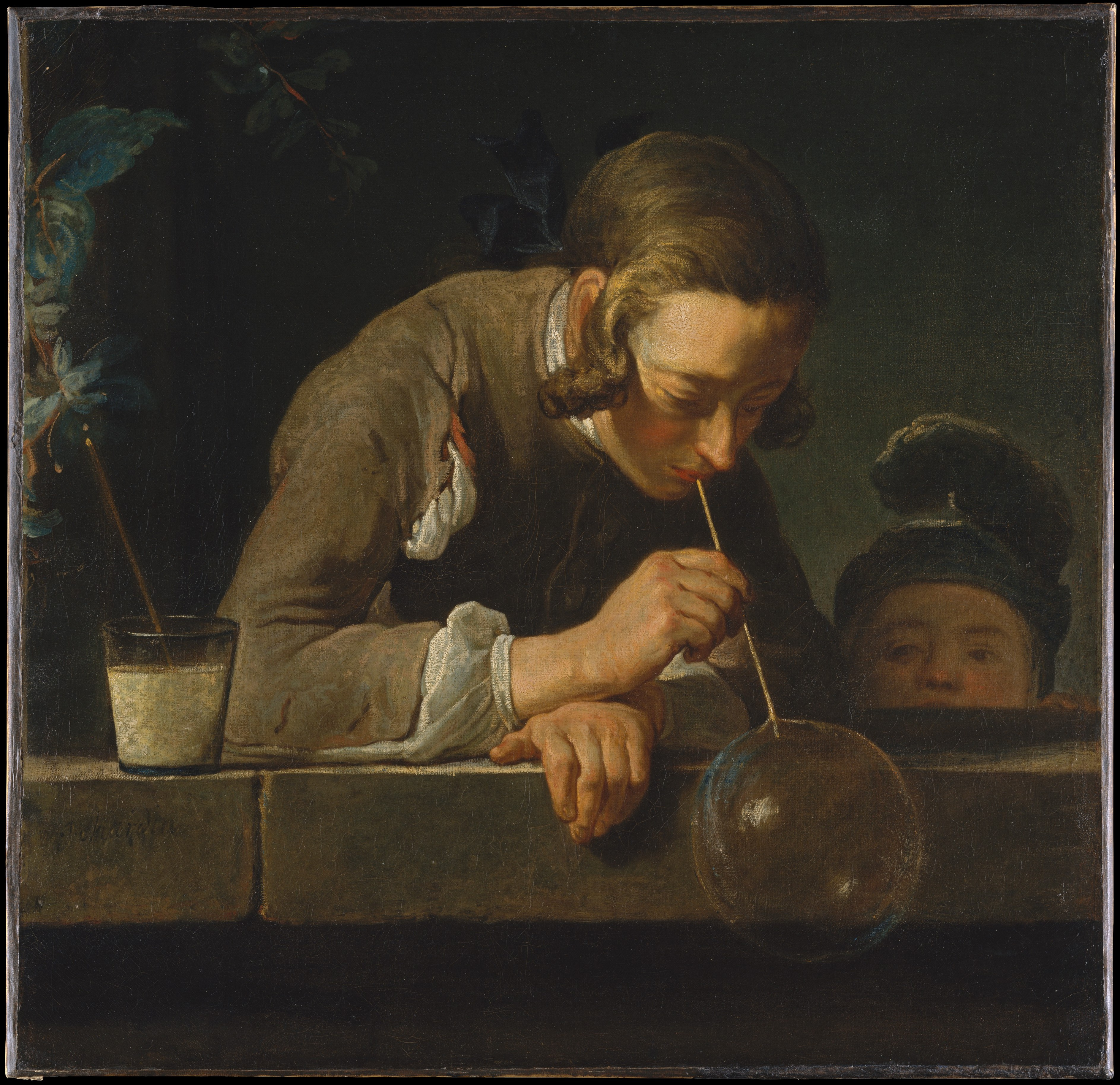
Jean Siméon Chardin: Seifenblasen, vormals Sammlung David David-Weill, heute Metropolitan Museum of Art, New York

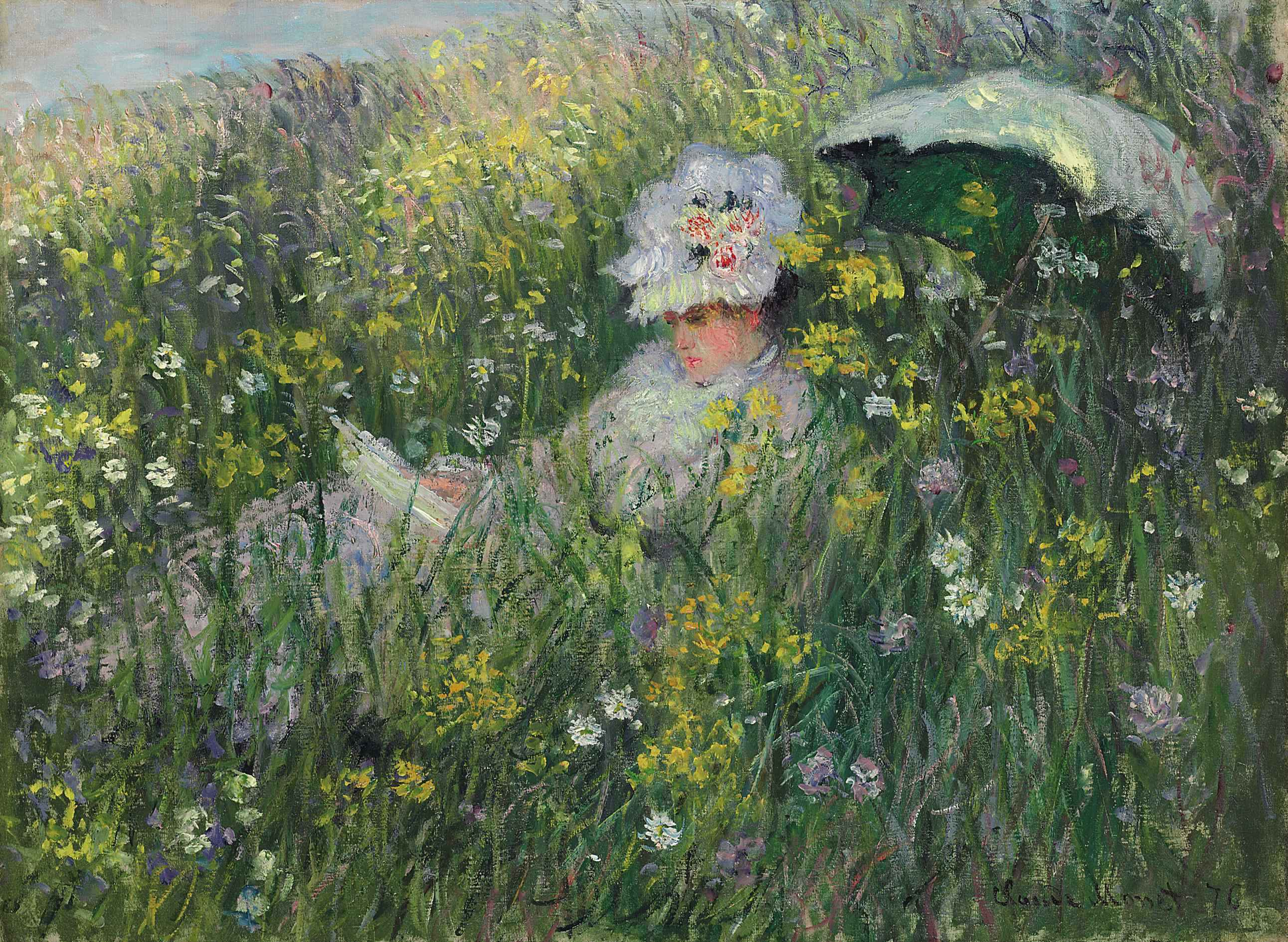
Claude Monet: Dans la prairie, vormals Sammlung David David-Weill, von der Tochter Antoinette Citroën zur Versteigerung gegeben, heute Privatsammlung

David David-Weill (* 30. August 1871 in San Francisco; † 7. Juli 1952 in Neuilly-sur-Seine; gebürtig David Weill) war ein französischer Bankier, Kunstsammler und Mäzen.

## Leben
David Weill kam am 30. August 1871 als Sohn des Bankier Alexandre Weill und seiner Frau Julie, geborene Cahn, in San Francisco zur Welt. Seine Eltern hatten Frankreich 1870 wegen des Deutsch-Französischen Krieges verlassen und ließen sich in Kalifornien nieder, wo Raphaël Weill, ein Bruder des Vaters, lebte. David Weill und seine Eltern blieben 13 Jahre in den Vereinigten Staaten, bevor sie nach Frankreich zurückkehrten. In Paris schloss David Weill seine schulische Ausbildung am Lycée Condorcet ab und studierte anschließend Jura. Nach seinem Militärdienst begann er seine berufliche Karriere in der Pariser Niederlassung des Bankhauses Lazard Frères, deren Gründer, die Brüder Lazard, Cousins von Alexandre Weill waren.

### Familie
1897 heiratete David Weill Flora Raphaël. Aus dieser Ehe gingen sieben Kinder hervor. Per Dekret vom 7. April 1929 tragen alle Mitglieder der Familie den Nachnamen David-Weill. Zu seinen Kindern gehören der spätere Konservator für islamische Kunst am Louvre Jean David-Weill (1898–1972) und der Bankier und Kunstsammler Pierre David-Weill (1900–1975). Die Tochter Jeanne David-Weill heiratete später den Bankier Roger Adolphe Léonard Séligmann und die Tochter Antoinette David-Weill ehelichte Maxime Citroën, einen Sohn des Automobilkonstrukteurs André Citroën. Seine Tochter Simone David-Weill heiratete den Baron Henry de Bastard und zog mit ihm 1929 in das Schloss Hautefort. Seine Tochter Marthe Rosetta David-Weill (1904–1980) heiratete den Bankier Jean Paul Lambiotte (1896–1962); die Eltern der Schauspielerin France Lambiotte.

### Mäzenatentum
David David-Weill war in vielfältiger Weise als Mäzen tätig. So unterstützte er mit finanziellen Mitteln Einrichtungen der Bildung und der medizinischen Forschung sowie Krankenhäuser. Seine Kunstsammlung gehörte zu den bedeutendsten ihrer Art in Frankreich der ersten Hälfte des 20. Jahrhunderts. 1928 malte Édouard Vuillard ein Porträt des Sammlers, in dessen Hintergrund Chardins Gemälde Seifenblasen zu erkennen ist. Teilweise stiftete er bereits in den 1930er Jahren französischen Museen chinesisches Porzellan, griechische und römische Antiken, europäisches Kunsthandwerk und Gemälde.
Von 1934 bis zu seinem Tod war er Mitglied der Académie des Beaux-Arts. Zudem stand er als Präsident dem Conseil des musées de France (Beirat der französischen Museen) vor. 1928 gehörte er zu den Mitorganisatoren einer Ausstellung altamerikanischer Kunst, 1931 half er bei der Organisation einer Ausstellung byzantinischer Kunst. David David-Weill versteckte sich als Jude vor der nationalsozialistischen Verfolgung während des Zweiten Weltkrieges in Montauban. Einen Teil seiner Kunstsammlung konnte er rechtzeitig über Lissabon nach New York in Sicherheit bringen, einen anderen Teil übergab er zur Sicherung dem Louvre. Aus diesen Beständen beschlagnahmte der Einsatzstab Reichsleiter Rosenberg zahlreiche Kunstwerke David-Weills, die amerikanischen Truppen gegen Ende des Krieges in verschiedenen Depots entdeckten. So befanden sich im Kloster Buxheim 72 Kisten der Sammlung David-Weill und in Schloss Neuschwanstein mehr als 1.000 Silberarbeiten. Nach dem Krieg konnte der Großteil der geraubte Stücke an David David-Weill restituiert werden.
Für seine Verdienste wurde er als Grand Officier de la Légion d’Honneur ausgezeichnet. Nach seinem Tod erhielt die vormalige Avenue de la porte d’Arcueil im 14. Arrondissement von Paris 1960 zu seinen Ehren die neue Bezeichnung Avenue David-Weill.